# Die sonderbare Buchhandlung des Mr. Penumbra

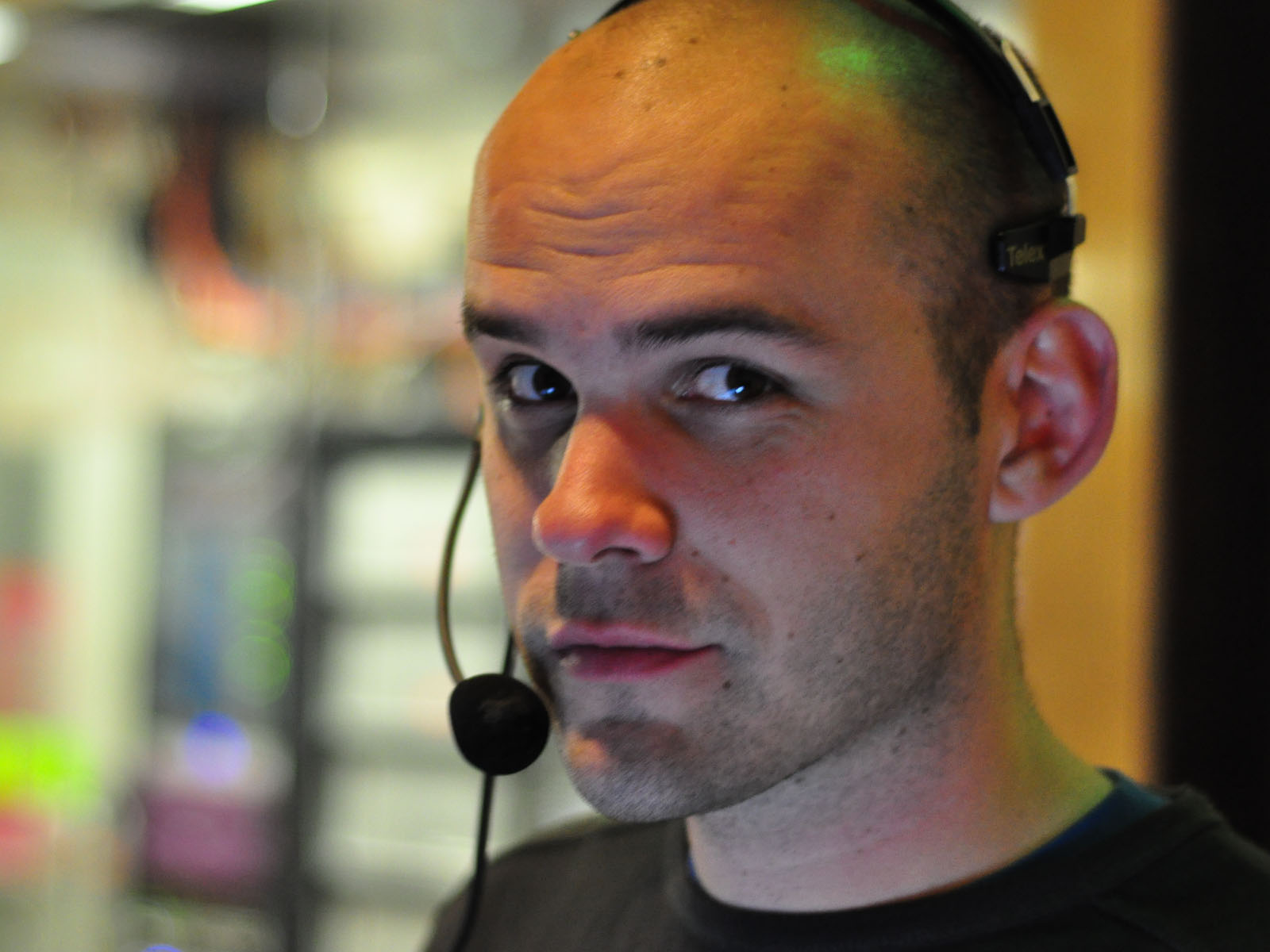
Robin Sloan, Foto des Autors von 2008

Die sonderbare Buchhandlung des Mr. Penumbra (Originaltitel: Mr. Penumbra's 24-Hour Bookstore) ist der 2012 erschienene Debütroman des amerikanischen Schriftstellers Robin Sloan.
Der Roman erschien auf der Liste der 100 besten Bücher des San Francisco Chronicle für das Jahr 2012,
in einer Auswahlliste der Redaktion und der Bestsellerliste der New York Times und stand außerdem insgesamt 30 Wochen lang auf der Bestsellerliste des National Public Radio.
Ausgaben des Buches erschienen in über 20 Ländern und Übersetzungen unter anderem in Deutsch, Italienisch, Spanisch, Portugiesisch, Tschechisch, Finnisch, Griechisch, Türkisch, Hebräisch, Chinesisch und Koreanisch.
2013 erschien ein die Vorgeschichte des Mr. Ajax Penumbra erzählender kurzer Roman unter dem Titel Ajax Penumbra 1969, zunächst nur als E-Book, 2014 dann auch in einer Druckausgabe und in deutscher Übersetzung (Die unglaubliche Entdeckung des Mr. Penumbra).

## Inhalt
Clay Jannon lebt in einer WG in San Francisco, hat seine Arbeit als Webdesigner verloren und sieht sich daher gezwungen, die Nachtschicht in einem rund um die Uhr geöffneten Buchladen von Mr. Penumbra – der lateinische Begriff Penumbra bedeutet Halbschatten – zu übernehmen, eben dem titelgebenden Mr. Penumbra’s 24-Hour Bookstore. Das Sortiment besteht zu einem Teil aus relativ normalen Paperbacks, zum größeren Teil aber aus eigentümlichen, nirgendwo sonst verzeichneten Titeln, deren Inhalt aus scheinbar sinnlosen, kryptischen Buchstabenfolgen besteht. Dieser Teil ist den Mitgliedern einer geheimnisvollen Gruppe vorbehalten, welche nachts auftauchen, einzelne Bände zurückbringen und andere wieder mitnehmen. Zwar hat Mr. Penumbra, der sonderbare Besitzer des Ladens, es Clay verboten, den Inhalt der kodierten Bücher zur Kenntnis zu nehmen, aber natürlich ist Clays Neugier stärker und mit Hilfe seiner Freunde gelingt es ihm, das Rätsel zumindest zum Teil zu lösen, das heißt, die Lösung des Rätsels ist wieder ein Rätsel.
Ein wesentliches Element der Erzählung ist dabei der kulturelle Gegensatz zwischen auf der einen Seite den Entleihern der kodierten Bücher, einer Gruppe eher skurriler Gestalten, die sich als Angehörige einer 500 Jahre alten Geheimgesellschaft namens Unbroken Spine („Ungebrochener Buchrücken“) herausstellen, und auf der anderen Seite den Freunden von Clay, sämtlich Eingeborene der schönen neuen digitalen Welt, die das, was die eine Gruppe in jahrzehntelanger Arbeit herauszufinden bemüht war, eben mal an einem Nachmittag per Hadoop in der Cloud erledigen lassen. Zu dieser Gruppe der Superfood-genährten Digital Citizens gehört insbesondere Kat Potente, Clays neue Freundin, die für Google arbeitet. Es geht also um den Gegensatz zwischen der neuen Welt des digitalen Wissens und der alten Welt der Bücher, im Google-Jargon als Old Knowledge („altes Wissen“) mit OK abgekürzt. Das ganze Buch hindurch zeigt sich, dass die alte analoge und die neue digitale Welt strukturelle Ähnlichkeiten aufweisen – in beiden Welten suchen Menschen nach Unsterblichkeit.
Neben den zahlreichen Bezügen zur digitalen Welt (Google, Wikipedia, Amazons Mechanical Turk etc.) gibt es auch viele Bezugnahmen auf die Populärkultur, insbesondere die Fantasy-Welt der Rollenspiele in der Art von Dungeons & Dragons, die Clay mit seinem Jugendfreund Neel begeistert gespielt hat – Neel ist inzwischen  Besitzer einer Softwarefirma, der mit digitalen Busensimulationen Millionen verdient, sowie der Sword & Sorcery-Romane, vertreten durch den ironisch immer wieder zitierten fiktiven Romanzyklus der Dragon-Song Chronicles, angelehnt an Anne McCaffreys Drachenreiter von Pern.
Am Ende kann Clay Jannon die Geheimbotschaften decodieren, der Schlüssel hatte sich bei den wohl 500 Jahre alten Drucktypen verborgen und war so mit jedem Druck der Schriftart weltweit verbreitet worden, allerdings erst ab einer deutlich größeren Schriftgröße erkennbar.

## Ausgaben
- Erstausgabe: Mr. Penumbra’s 24-Hour Bookstore. Farrar, Straus and Giroux, New York 2012, ISBN 978-0-37421-491-3.
- Paperback: Mr. Penumbra’s 24-Hour Bookstore. Picador, New York 2013, ISBN 978-1-250-03775-6.
- Deutsche Übersetzung: Die sonderbare Buchhandlung des Mr. Penumbra. Aus dem Amerikanischen von Ruth Keen. Karl Blessing Verlag, München 2014, ISBN 978-3-89667-480-7.
- E-Book: Mr. Penumbra’s 24-Hour Bookstore. Atlantic Books, New York 2012, ISBN 978-1-78239-119-7.
  - deutsch: Die sonderbare Buchhandlung des Mr. Penumbra. Random House, München 2014, ISBN 978-3-641-09323-5.

### Hörbucher
- Mr. Penumbra's 24-hour bookstore. A novel. Vollständige Hörbuchausgabe auf 7 CDs, gelesen von Ari Fliakos. Macmillan Audio, New York 2012, ISBN 978-1-4272-3374-5.
- Robin Sloan: Die sonderbare Buchhandlung des Mr. Penumbra. Ungekürzte Lesung. Gesprochen von Roland Wolf. München: Der Hörverlag 2014. ISBN 978-3-8445-1461-2